# Školjić (Vrboska)
Školjić je otočić u središtu Vrboske.
Otočić je obzidan kamenom obalom u cijelom opsegu, pravilnog je eliptičnog oblika dimenzija otprilike 25x15 metara, a visina 2 metra.
Na sredini otoka je palma, a na istočnom kraju je spomenik vezan za 2. svjetski rat.

## Vanjske poveznice
|  | Zajednički poslužitelj ima još gradiva o temi Školjić (Vrboska) |